# 충전 100%쇼
《충전 100%쇼》는 SBS에서 하는 예능 프로그램이다.

## 기획의도
가수, 연예인이 하는 프로그램

## 방송 시간
| 방송 채널 | 방송 기간                          | 방송 시간                      |
| SBS       |                                    |                                |
| --------- | ---------------------------------- | ------------------------------ |
| SBS       | 1996년 10월 14일 ~ 1996년 11월 4일 | 매주 월요일 저녁 19:10 ~ 20:00 |
| SBS       | 1996년 11월 21일 ~ 1997년 2월 27일 | 매주 목요일 저녁 19:10 ~ 20:00 |
| SBS       | 1997년 3월 7일 ~ 1997년 6월 27일   | 매주 금요일 저녁 18:20 ~ 19:15 |
| SBS       | 1997년 7월 4일 ~ 1997년 10월 24일  | 매주 금요일 저녁 18:35 ~ 19:30 |
| SBS       | 1997년 10월 31일 ~ 1998년 1월 16일 | 매주 금요일 저녁 18:10 ~ 19:00 |

## 진행자
- 박소현
- 김규리